# Хорной
Хорно́й (чув. Хорнуй) — деревня в Моргаушском районе Республики Чувашия, административный центр Хорнойского сельского поселения.

## География
Расположена в центральной части Моргаушского района. Расстояние до Чебоксар 51 км, до районного центра — села Моргауши — 4 км, до железнодорожной станции 51 км. Деревня расположена на берегах реки Суратка (приток Моргаушки). Ближайшие населённые пункты: с севера — Ивановка (5 км); с востока — Басурманы (3 км), Вурманкасы (3 км); с юга — Моргауши (4 км); с запада — Ижелькасы (10 км).
Улицы: Козьмойская, Первомайская, Садовая, Чиганары, Школьная, Новая.

## История
Основана в 1-й половине XIX века. 29 августа 1963 года в состав поселения Хорной включены деревни Козьмо́й, Пажалукасы́, Чигана́ры. Жители — чуваши, до 1866 года — государственные крестьяне; занимались земледелием, животноводством, отхожими промыслами. В 1929 году совместно с деревней Чиганары образован колхоз «Красный Октябрь». По состоянию на 1 мая 1981 года деревни Хорной, Ижелькасы, Шептаки, село Тойгильдино Моргаушского сельского совета — в составе колхоза имени Ленина:96.

### Административно-территориальное подчинение
В составе: Акрамовской волости Козьмодемьянского уезда (до 24 июля 1920 года), Акрамовской волости Чебоксарского уезда (до 1 октября 1927 года), Татаркасинского района (до 16 января 1939 года), Сундырского района (до 30 марта 1944 года), Моргаушского района (до 14 июля 1959 года), Сундырского района (до 20 декабря 1962 года), Чебоксарского района (до 11 марта 1964 года), позже и в настоящее время — Моргаушского района:263. Сельские советы: с 1 октября 1927 года — Пажалукасинский, с 14 июня 1954 года — Моргаушский:263.

### Религия
По сведениям справочника Казанской епархии 1904 года жители околотка Хорной деревни 2-я Васькина Козьмодемьянского уезда были прихожанами церкви Иконы Божией Матери Тихвинской в селе Моргоуши (деревянная, двухпрестольная, построена в 1881 году на средства прихожан; придел главный, холодный — во имя Тихвинской Божией Матери, придел тёплый — во имя Рождества Христова). В 1929 году церковь сгорела. В 2007 году в Моргаушах отстроен и освящён молитвенный дом в честь иконы Божией Матери Владимирская.

## Название
Название деревни от чув. хурăн «берёза»+ай/айă «низ».— Географические названия Чувашской Республики

### Прежние названия
В архивных документах XVIII века — Вторая Васькина, Хиркасы, Кысьмой, 30 дворов; Хорынай, Чиганар, 19 дворов. В документах генерального межевания встречается только название Космой, 13 дворов. В архивных документах XIX века — Хорнай. Историческое название – Хорная (Хыркасы).

## Население
В настоящее время деревня Хорной входит в пятёрку самых крупных и населённых пунктов Моргаушского района. Размер деревни 261 дворов (на 2015 год).
Население:
- в 1858 году — 137 человек;
- в 1906 году — 272 человек;
- в 1926 году — 367 человек;
- в 1939 году — 380 человек;
- в 1979 году — 904 человек;
- в 2002 году — 751 человек;
- в 2015 году — 745 человек

| 2010 | 2012 |
| ---- | ---- |
| 664  | ↗742 |

По данным Всероссийской переписи населения 2002 года в деревне проживал 751 человек, преобладающая национальность — чуваши (98%).

## Инфраструктура
На территории Хорноя расположены агрофирма ОАО «Путь Ильича» и другие предприятия малого бизнеса. Есть частный магазин и 2 магазина Моргаушского райпо. В деревне работали (по состоянию на 2010 год) библиотека, детский сад, фельдшерско-акушерский пункт, клуб.

## Памятники и памятные места
- Памятник, сооружённый в честь погибших в Великой Отечественной войне 1941—1945 гг. воинов (ул. Школьная)[10]